# Cornelius Chyzer
Cornelius (ou Cornel ou Kornél) Chyzer est un médecin et un naturaliste hongrois, né le 4 janvier 1836 à Bártfa en Hongrie (aujourd'hui Bardejov en Slovaquie) et mort le 21 septembre 1909 à Budapest.
Il est responsable des sources thermales de son pays.
Il s’intéresse particulièrement aux araignées et fait paraître, avec Wladyslaw Kulczynski (1854-1919) un important travail sur la faune hongroise.